# Alliance nationale des forces démocratiques
L'Alliance Nationale des Forces Démocratiques (en espagnol Alianza Nacional de Fuerzas Democráticas ) (ANFD) est une organisation politique créée en octobre 1944, par divers partis politiques et syndicats espagnols (républicain, socialistes et libertaires) qui avaient en commun la lutte active contre le régime franquiste.

## Histoire

### Contexte
Depuis la fin de la guerre civile, les socialistes et les libertaires refusent l'hégémonie du Parti Communiste d'Espagne (PCE) dans la lutte commune contre la dictature franquiste. Malgré la proposition des Communistes de rejoindre l'Union nationale espagnole, rejetée catégoriquement, les socialistes et les libertaires entament un rapprochement de leurs deux mouvements en opposition au PCE comme au régime franquiste. Ainsi, à l'automne 1943, des représentants du Mouvement libertaire et du PSOE entament des discussions visant à créer un organisme unitaire de la gauche non communiste, ouvert aux autres forces anti-franquistes de droite et du centre. En février 1944, une assemblée plénière des comités régionaux de la CNT, l'organisation principale du mouvement libertaire, entérine les discusions en approuvant le maintien de la "position collaborationniste"

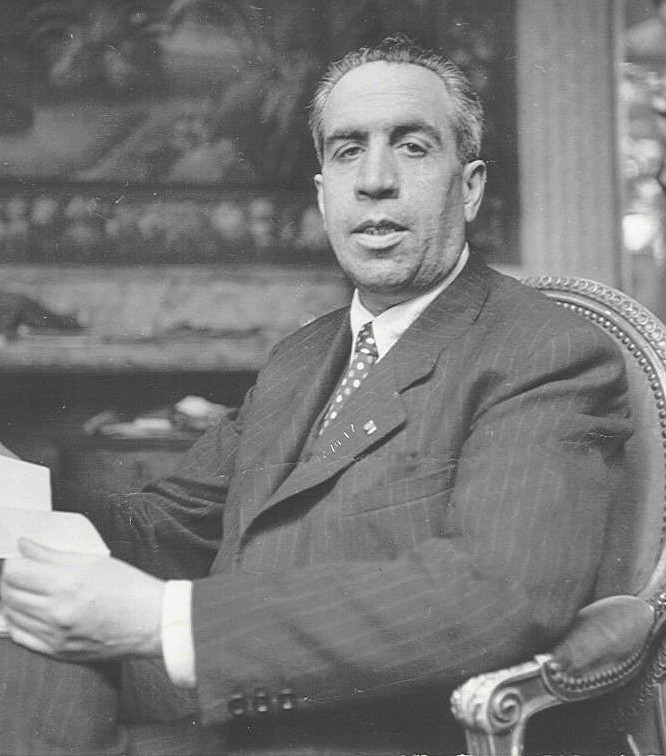
L'ancien député de Jaca, Rafael Sánchez Guerra est l'un des fondateurs du Comité national républicain, qui a participé à la naissance de l'ANFD.

Aux discussions entre socialistes et libertaires se sont joints des représentants de Gauche Républicaine, de l'Union Républicaine et Partido Republicano Federal, qui faisaient partie du Comité National Républicain fondé et dirigé par Rafael Sánchez Guerra et Régulo Martínez. L'accord entre les trois partis fut atteint en juin 1944 bien qu'il ne fut rendu public qu'en octobre.Dans le manifeste fondateur, le désaccord des libertaires quant à la forme de gouvernement - sinon leur rejet ouvert de la République, qui les avait si durement persécutés - est résolu par le recours à l'expression "ordre républicain" pour désigner la Seconde république espagnole.
L'objectif de l'ANFD était de former un gouvernement provisoire qui rétablirait les libertés démocratiques et organiserait des élections générales. Pour s'attirer le soutien des Alliés, le nouveau gouvernement s'engage à adhérer à la charte de l'atlantique. Toutefois, le manifeste dissimulait une clause secrète conclu entre les trois forces signataires, selon lequel elles considéraient que la Constitution de 1931 était dépassée et qu'après le renversement de la dictature franquiste, un processus constituant serait ouvert, ce qui signifiait que les libertaires avaient finalement réussi à imposer leur rejet de la Seconde République3. L'Alliance nationale des forces démocratiques, dont les socialistes «negrinistas» étaient également exclus, était donc prête à conclure un pacte avec les forces monarchistes pour le rétablissement de la démocratie sans faire de la restauration de la République, une condition.
Un conseil national est créé pour diriger l'ANFD, présidé par le républicain Régulo Martínez, libéré de prison quelques mois plus tôt, et qui comprend également le socialiste Juan Gómez Egido et le libertaire Sigfrido Catalá.
L'ANFD n'inclut pas l'opposition anti-franquiste dans son ensemble, puisque les communistes - les contacts avec le PCE n'ont pas porté leurs fruits - et les nationalistes catalans, basques et galiciens sont laissés de côté. Ce fait, ajouté au fait qu'elle n'avait pas le soutien explicite d'une puissance étrangère - bien que les communistes aient déclaré que l'ANFD avait été créée par l'ambassade britannique à Madrid pour faire face à l'Union nationale espagnole du PCE - signifiait que l'ANFD n'était pas «assez forte pour provoquer un changement dans la situation interne du pays».

### Négociations avec les monarchistes
Les victoires alliées modifient la position internationale du régime franquiste, de sorte que certains secteurs monarchistes qui l'avaient soutenu jusqu'alors entament des contacts avec les représentants de l'ANFD, notamment avec les libertaires, qui sont les plus enclins à accepter la monarchie. 
Ainsi, le secrétaire politique de la CNT, Manuel Fernández, a rencontré Gregorio Marañón, et le président Régulo Martínez, un représentant de José María Gil Robles et un autre de la
CEDA, le financier Joan March, l'ambassadeur d'Espagne à Rome José Antonio de Sangróniz et le secrétaire du nonce, ainsi que des membres de la hiérarchie catholique. Mais les conversations les plus importantes ont lieu entre les trois membres du conseil national de l'ANFD avec les généraux monarchistes Aranda, Kindelán, Saliquet et Alphonse d'Orléans, durant les derniers mois de 1944 et dans lesquelles ils ont discuté de quel type de régime se substituerait au franquisme et de la manière de le renverser puisque les deux parties étaient convaincues qu’il ne survivrait pas à la victoire imminente alliée dans la guerre.
Les généraux souhaitent que les forces représentées au sein de l'ANFD acceptent la restauration de la monarchie sans passer par des formules intermédiaires et sans référendum sur la forme du gouvernement, ce que les libertaires peuvent accepter, mais pas les républicains et les socialistes, ce qui conduit à une impasse des négociations. Mais l'insuccès final est dû principalement à la vague d'arrestations effectuée par la police franquiste entre fin 1944 et début 1945. Dans la nuit du 21 au 22 décembre, grâce à la dénonciation d'un indicateur de la police, le président de l'ANFD Régulo Martínez et d'autres membres du comité directif de l'ANFD et du Comité National Républicain ont été arrêtés, ainsi que d'éminents monarchistes qui avaient entretenu des contacts avec eux, tels que Gregorio Marañón, Cándido Casanueva et le conseiller politique du général Aranda.
En mars 1945, Sigfrido Catalá, un représentant libertaire au conseil exécutif de l'ANFD, et d'autres membres du comité national du mouvement libertaire. Presque au même moment, l’ensemble du comité exécutif du PSOE intérieur est tombé, dont Juan Gómez Ejido, président et représentant socialiste au conseil exécutif de l’ANFD, et Socrates Gómez (es), secrétaire général, ainsi qu’un nombre important de militants. 
Les monarchistes arrêtés et ceux des organisations ANFD n'ont pas reçu le même traitement. Ainsi, lorsque le 9 janvier 1947, le conseil de guerre se réunit contre les dirigeants de l'ANFD, les monarchistes qui avaient pris part aux pourparlers ne furent même pas appelés à témoigner et lorsque la défense proposa le général Aranda comme témoin, il ne fut pas présent car la veille, il avait été banni aux Îles Baléares - un autre général appelé par la défense avait reçu ordre de réclamer des raisons de santé pour ne pas être venu. Les accusés ont été condamnés à des peines allant de quatre à douze ans d'emprisonnement. » Sigfrido Catalá, lors d'un précédent procès pour son appartenance à la CNT, a été condamné à mort 

## Bibliographique
- (es) Julio Gil Pecharromán, Con permiso de la autoridad. La España de Franco (1939-1975), Madrid, Temas de Hoy, 2008, 383 p. (ISBN 978-84-8460-693-2)
- (es) Hartmut Heine, La oposición política al franquismo. De 1939 a 1952, Barcelone, Crítica, 1983, 502 p. (ISBN 84-7423-198-1)